# Biograd na Moru
Biograd na Moru (italienska: Zaravecchia, tyska: Weißenburg, ungerska: Tengerfehérvár) är en kuststad i landsdelen Dalmatien i Kroatien. Staden hade 6 059 invånare (2005) och dess namn betyder den vita staden vid havet. Biograd na Moru ligger vid Adriatiska havet och är ett populärt turistmål. 

## Historia
Staden har varit huvudstad åt flera medeltida kroatiska kungar. Efter att unionsavtalet Pacta conventa slutits kröntes Koloman 1097 till kung över Kroatien i Biograd na Moru.